# Alyson Stoner
Alyson Rae Stoner (Toledo, 11 augustus 1993) is een Amerikaans acteur, danser, model, zanger en voormalig kindster. Stoner is te zien in onder meer The Suite Life of Zack & Cody, Cheaper By The Dozen, Mike's Super Short Show, Step Up 3D, Alice Upside Down en Camp Rock.
Stoner speelde (gast)rollen in That's So Raven, Drake & Josh en Joey. Hen danste voor onder andere Missy Elliott, Eminem, Outkast en Will Smith. Hen sprak hun stem in voor Lilo & Stitch, Phineas and Ferb, W.I.T.C.H., Shark Tale en Garfield. In februari 2009 kwam The Alyson Stoner Project uit op dvd.

## Biografie
Stoner volgde sinds hun kindertijd les in ballet, tap en jazz aan O'Connell's Dance Studio in Toledo. Hen bezocht de Maumee Valley Country Day School en volgde een modellenopleiding aan de Margaret O'Brien Modeling Studio. In 2000 won hen een prijs op de IMTA Convention in New York voor beste model van het jaar.

## Filmografie
- Lilo & Stitch (2002) - Victoria (stem)
- Cheaper by the Dozen (2003) - Sarah Baker
- Garfield (2004) - Kid Rat (stem)
- Better Days (2005) - Lindy
- Cheaper by the Dozen 2 (2005) - Sarah Baker
- Step Up (2006) - Camille Gage
- Alice Upside Down (2007) - Alice
- Camp Rock (2008) - Caitlyn
- Camp Rock 2: The Final Jam (2010) - Caitlyn
- Step Up 3D (2010) - Camille Gage
- Phineas and Ferb the Movie: Dwars door de 2de dimensie (2011) - Isabella Garcia-Shapiro (stem)
- The Little Engine That Could (2011) - Little Engine (stem)
- Super Buddies (2013) - Strawberry
- Step Up: All In (2014) - Camille Gage
- The A-List (2014) - Lacey Parish
- Summer Forever (2015) - Liv

## Televisie
- 2006 Mike's Super Short Show - Sally
- 2004 Drake & Josh - Wendy
- 2004 I'm with Her - Dylan Cassidy
- 2005-2007 The Suite Life of Zack & Cody - Max
- 2005 That's So Raven - Ally Parker
- 2005 [[Lilo & Stitch|Lilo & Stitch]]: The Series - Victoria (stem)
- 2006 W.I.T.C.H - Lilian (stem)
- 2006 Joey - Kaley
- 2007 Naked Brothers Band - zichzelf
- 2007-2015 Phineas and Ferb - Isabella (stem), "Jenny" (stem)
- 2008 Disney Channel Games - zichzelf
- 2008 Camp Rock - Caitlyn Geller
- 2010 House - Della
- 2010 Camp Rock 2: The Final Jam - Caitlyn Geller

## Discografie
2005
- "Baby It's You"

2008
- "Lost & Found" - soundtrack van Alice Upside Down
- "Free Spirit" - van Alice Upside Down
- "We Rock" - van Camp Rock
- "Our Time is Here" - van Camp Rock
- "S'Winter" - van Phineas en Ferb
- "In the Mall" - van Phineas en Ferb

2009
- "Dancin' in the Moonlight" - van Space Buddies
- "Fly Away Home" - van Tinker Bell and the Lost Treasure

2010
- "What I've Been Looking For" - onderdeel van het verzamelalbum DisneyMania 7
- "Flying Forward"
- "It's on" - van Camp Rock 2: The Final Jam
- "This is Our Song" - van Camp Rock 2: The Final Jam
- "Make History"

2013
- "Dragon (That's What You Wanted)"

2015
- "same old love" ft sam tsui

## Videospellen
- 2008 Kingdom Hearts: Chain of Memories: Kairi
- 2009 Kingdom Hearts 358/2 Days: Xion
- 2019 Kingdom Hearts III: Xion, Kairi

- Biblioteca Nacional de España: XX4904444
- Bibliothèque nationale de France: cb16244044r (data)
- Gemeinsame Normdatei: 1024465403
- International Standard Name Identifier: 0000 0001 1508 1155
- Library of Congress Control Number: no2005032686
- MusicBrainz: 2d4f683a-5965-4b64-baee-2681823dd1a1
- Virtual International Authority File: 166926522
- WorldCat: E39PBJgxw3DTw4WwBM93CjFBT3